# Strzała (satelita)
Strzała (ros. Стрела) – wspólna nazwa trzech serii radzieckich wojskowych satelitów telekomunikacyjnych.
Produkowane przez Ośrodek Naukowo-Produkcyjny Mechaniki Precyzyjnej im. M. F. Reszetniewa (NPO PM), na zlecenie rosyjskiego Ministerstwa Obrony. W projekcie uczestniczyła również Krasnojarska Fabryka Radiotechniczna i Moskiewski Narodowy Instytut Naukowo-Badawczy Radiokomunikacji (MNIIRS).
Statki były przekaźnikami informacji odbieranych z różnych źródeł (agentów wywiadu, jednostek i placówek wojskowych). Satelity odbierały i przechowywały komunikaty, gdy znajdowały się w polu widzenia nadawcy i przekazywały je na Ziemię, gdy znajdowały się nad Moskwą (metoda typu store and forward).
Seria Strzała-1 była testową serią 26 satelitów, których wysyłanie rozpoczęto w 1964 roku (satelity Kosmos 38, 39 i 40). Testy trwały do 1965. System uruchomiono oficjalnie w roku 1970, a stanowiły go statki serii Strzała-1M. Ze względu na znaczną wysokość orbit wiele z nich pozostaje tam do dziś na kosmicznym cmentarzysku.

## Inne oznaczenia
Oznaczeniem projektu jako całości było 11F610.

## Strzała-1
Statki powstawały w biurze konstrukcyjnym OKB-10 i mieście Krasnojarsk-26. Miały kształt kulisty, o wymiarach 0,8×1,0 m. Zewnętrzną powierzchnię zajmowały ogniwa baterii słonecznych. Pracowały na częstotliwościach między 200 a 400 MHz. Ważyły ok. 50 kg.

### Lista satelitów Strzała-1
1. Kosmos 38, Kosmos 39, Kosmos 40 – wystrzelenie 18 sierpnia 1964
2. Kosmos 42, Kosmos 43 – wystrzelenie 22 sierpnia 1964
3. Strzała-1 6, Strzała-1 7, Strzała-1 8 – start rakietą Kosmos 65S3 23 października 1964 nie powiódł się
4. Kosmos 54, Kosmos 55, Kosmos 56 – wystrzelenie 21 lutego 1965
5. Kosmos 61, Kosmos 62, Kosmos 63 – wystrzelenie 15 marca 1965
6. Kosmos 71, Kosmos 72, Kosmos 73, Kosmos 74, Kosmos 75 – wystrzelenie 16 lipca 1965
7. Kosmos 80, Kosmos 81, Kosmos 82, Kosmos 83, Kosmos 84 – wystrzelenie 3 września 1965
8. Kosmos 86, Kosmos 87, Kosmos 88, Kosmos 89, Kosmos 90 – wystrzelenie 18 września 1965

## Strzała-1M
Ważące 61 kilogramów satelity miały wymiary 0,80×0,75 m. Wystrzeliwane był z kosmodromu Plesieck po 8 sztuk, na orbity między wysokościami 1430 a 1490 km.
Każdy z satelitów wysyłany w danym zestawie posiadał trochę inny okres obiegu, co sprawiało, że już krótko po starcie statki były rozmieszczone losowo na orbicie. W odróżnieniu od konstelacji na niskich orbitach, Strzały-1M krążyły w jednej płaszczyźnie orbitalnej (74°), uzupełnianej średnio raz do roku. Ostatniego uzupełnienia ich floty dokonano w czerwcu 1992 roku, po czym zostały zastąpione statkami Strzała-3.

### Lista satelitów Strzała-1M
1. Kosmos 336, Kosmos 337, Kosmos 338, Kosmos 339, Kosmos 340, Kosmos 341, Kosmos 342, Kosmos 343 – wystrzelenie 25 kwietnia 1970
2. Kosmos 411, Kosmos 412, Kosmos 413, Kosmos 414, Kosmos 415, Kosmos 416, Kosmos 417, Kosmos 418 – wystrzelenie 7 maja 1971
3. Kosmos 444, Kosmos 445, Kosmos 446, Kosmos 447, Kosmos 448, Kosmos 449, Kosmos 450, Kosmos 451 – wystrzelenie 13 października 1971
4. Kosmos 504, Kosmos 505, Kosmos 506, Kosmos 507, Kosmos 508, Kosmos 509, Kosmos 510, Kosmos 511 – wystrzelenie 20 czerwca 1972
5. Kosmos 528, Kosmos 529, Kosmos 530, Kosmos 531, Kosmos 532, Kosmos 533, Kosmos 534, Kosmos 535 – wystrzelenie 1 listopada 1972
6. Kosmos 564, Kosmos 565, Kosmos 566, Kosmos 567, Kosmos 568, Kosmos 569, Kosmos 570, Kosmos 571 – wystrzelenie 8 czerwca 1973
7. Kosmos 588, Kosmos 589, Kosmos 590, Kosmos 591, Kosmos 592, Kosmos 593, Kosmos 594, Kosmos 595 – wystrzelenie 2 października 1973
8. Kosmos 617, Kosmos 618, Kosmos 619, Kosmos 620, Kosmos 621, Kosmos 622, Kosmos 623, Kosmos 624 – wystrzelenie 19 grudnia 1973
9. Kosmos 641, Kosmos 642, Kosmos 643, Kosmos 644, Kosmos 645, Kosmos 646, Kosmos 647, Kosmos 648 – wystrzelenie 23 kwietnia 1974
10. Kosmos 677, Kosmos 678, Kosmos 679, Kosmos 680, Kosmos 681, Kosmos 682, Kosmos 683, Kosmos 684 – wystrzelenie 19 września 1974
11. Kosmos 711, Kosmos 712, Kosmos 713, Kosmos 714, Kosmos 715, Kosmos 716, Kosmos 717, Kosmos 718 – wystrzelenie 28 lutego 1975
12. Kosmos 732, Kosmos 733, Kosmos 734, Kosmos 735, Kosmos 736, Kosmos 737, Kosmos 738, Kosmos 739 – wystrzelenie 28 maja 1975
13. Kosmos 761, Kosmos 762, Kosmos 763, Kosmos 764, Kosmos 765, Kosmos 766, Kosmos 767, Kosmos 777 – wystrzelenie 17 września 1975
14. Kosmos 791, Kosmos 792, Kosmos 793, Kosmos 794, Kosmos 795, Kosmos 796, Kosmos 797, Kosmos 798 – wystrzelenie 28 stycznia 1976
15. Kosmos 825, Kosmos 826, Kosmos 827, Kosmos 828, Kosmos 829, Kosmos 830, Kosmos 831, Kosmos 832 – wystrzelenie 15 czerwca 1976
16. Kosmos 871, Kosmos 872, Kosmos 873, Kosmos 874, Kosmos 875, Kosmos 876, Kosmos 877, Kosmos 878 – wystrzelenie 7 grudnia 1976
17. Kosmos 939, Kosmos 940, Kosmos 941, Kosmos 942, Kosmos 943, Kosmos 944, Kosmos 945, Kosmos 946 – wystrzelenie 24 sierpnia 1977
18. Kosmos 976, Kosmos 978, Kosmos 979, Kosmos 980, Kosmos 981, Kosmos 982, Kosmos 983, Kosmos 984 – wystrzelenie 10 stycznia 1978
19. Kosmos 1013, Kosmos 1014, Kosmos 1015, Kosmos 1016, Kosmos 1017, Kosmos 1018, Kosmos 1019, Kosmos 1020 – wystrzelenie 7 czerwca 1978
20. Kosmos 1034, Kosmos 1035, Kosmos 1036, Kosmos 1037, Kosmos 1038, Kosmos 1039, Kosmos 1040, Kosmos 1041 – wystrzelenie 4 października 1978
21. Kosmos 1051, Kosmos 1052, Kosmos 1053, Kosmos 1054, Kosmos 1055, Kosmos 1056, Kosmos 1057, Kosmos 1058 – wystrzelenie 5 grudnia 1978
22. Kosmos 1081, Kosmos 1082, Kosmos 1083, Kosmos 1084, Kosmos 1085, Kosmos 1086, Kosmos 1087, Kosmos 1088 – wystrzelenie 15 marca 1979
23. Kosmos 1130, Kosmos 1131, Kosmos 1132, Kosmos 1133, Kosmos 1134, Kosmos 1135, Kosmos 1136, Kosmos 1137 – wystrzelenie 25 września 1979
24. Kosmos 1156, Kosmos 1157, Kosmos 1158, Kosmos 1159, Kosmos 1160, Kosmos 1161, Kosmos 1162, Kosmos 1162 – wystrzelenie 11 lutego 1980
25. Kosmos 1192, Kosmos 1193, Kosmos 1194, Kosmos 1195, Kosmos 1196, Kosmos 1197, Kosmos 1198, Kosmos 1199 – wystrzelenie 9 lipca 1980
26. Kosmos 1228, Kosmos 1229, Kosmos 1230, Kosmos 1231, Kosmos 1232, Kosmos 1233, Kosmos 1234, Kosmos 1235 – wystrzelenie 23 grudnia 1980
27. Kosmos 1250, Kosmos 1251, Kosmos 1252, Kosmos 1253, Kosmos 1254, Kosmos 1255, Kosmos 1256, Kosmos 1257 – wystrzelenie 6 marca 1981
28. Kosmos 1287, Kosmos 1288, Kosmos 1289, Kosmos 1290, Kosmos 1291, Kosmos 1292, Kosmos 1293, Kosmos 1294 – wystrzelenie 6 sierpnia 1981
29. Kosmos 1320, Kosmos 1321, Kosmos 1322, Kosmos 1323, Kosmos 1324, Kosmos 1325, Kosmos 1326, Kosmos 1327 – wystrzelenie 28 listopada 1981
30. Kosmos 1357, Kosmos 1358, Kosmos 1359, Kosmos 1360, Kosmos 1361, Kosmos 1362, Kosmos 1363, Kosmos 1364 – wystrzelenie 6 maja 1982
31. Kosmos 1388, Kosmos 1389, Kosmos 1390, Kosmos 1391, Kosmos 1391, Kosmos 1392, Kosmos 1393, Kosmos 1394 – wystrzelenie 21 lipca 1982
32. Start 24 listopada 1982 – nieudany
33. Kosmos 1429, Kosmos 1430, Kosmos 1431, Kosmos 1432, Kosmos 1433, Kosmos 1434, Kosmos 1435, Kosmos 1436 – wystrzelenie 19 stycznia 1983
34. Kosmos 1473, Kosmos 1474, Kosmos 1475, Kosmos 1476, Kosmos 1477, Kosmos 1478, Kosmos 1479, Kosmos 1480 – wystrzelenie 6 lipca 1983
35. Kosmos 1522, Kosmos 1523, Kosmos 1524, Kosmos 1525, Kosmos 1526, Kosmos 1527, Kosmos 1528, Kosmos 1529 – wystrzelenie 5 stycznia 1984
36. Kosmos 1559, Kosmos 1560, Kosmos 1561, Kosmos 1562, Kosmos 1563, Kosmos 1564, Kosmos 1565, Kosmos 1566 – wystrzelenie 28 maja 1984
37. Kosmos 1635, Kosmos 1636, Kosmos 1637, Kosmos 1638, Kosmos 1639, Kosmos 1640, Kosmos 1641, Kosmos 1642 – wystrzelenie 21 marca 1985
38. Kosmos 1716, Kosmos 1717, Kosmos 1718, Kosmos 1719, Kosmos 1720, Kosmos 1721, Kosmos 1722, Kosmos 1723 – wystrzelenie 9 stycznia 1986
39. Kosmos 1748, Kosmos 1749, Kosmos 1750, Kosmos 1751, Kosmos 1752, Kosmos 1753, Kosmos 1754, Kosmos 1755 – wystrzelenie 6 czerwca 1986
40. Kosmos 1794, Kosmos 1795, Kosmos 1796, Kosmos 1797, Kosmos 1798, Kosmos 1799, Kosmos 1800, Kosmos 1801 – wystrzelenie 21 listopada 1986
41. Kosmos 1852, Kosmos 1853, Kosmos 1854, Kosmos 1855, Kosmos 1856, Kosmos 1857, Kosmos 1858, Kosmos 1859 – wystrzelenie 16 czerwca 1988
42. Kosmos 1924, Kosmos 1925, Kosmos 1926, Kosmos 1927, Kosmos 1928, Kosmos 1929, Kosmos 1930, Kosmos 1931 – wystrzelenie 11 marca 1988
43. Kosmos 2008, Kosmos 2009, Kosmos 2010, Kosmos 2011, Kosmos 2012, Kosmos 2013, Kosmos 2014, Kosmos 2015 – wystrzelenie 24 marca 1989
44. Kosmos 2064, Kosmos 2065, Kosmos 2066, Kosmos 2067, Kosmos 2068, Kosmos 2069, Kosmos 2070, Kosmos 2071 – wystrzelenie 6 kwietnia 1990
45. Kosmos 2125, Kosmos 2126, Kosmos 2127, Kosmos 2128, Kosmos 2129, Kosmos 2130, Kosmos 2131, Kosmos 2132 – wystrzelenie 12 lutego 1991
46. Kosmos 2187, Kosmos 2188, Kosmos 2189, Kosmos 2190, Kosmos 2191, Kosmos 2192, Kosmos 2193, Kosmos 2194 – wystrzelenie 3 czerwca 1992
47. Kosmos 2187, Kosmos 2188, Kosmos 2189, Kosmos 2190, Kosmos 2191, Kosmos 2192, Kosmos 2193, Kosmos 2194 – wystrzelenie 3 czerwca 1992
48. Możajets 2 – oparty na platformie Strzała-1M, wystrzelenie 4 marca 1997
49. Możajets 3 – oparty na platformie Strzała-1M, wystrzelenie 28 listopada 2002
50. Możajets 4 – oparty na platformie Strzała-1M, wystrzelenie 27 września 2003

## Strzała-2M
Seria 59 satelitów wynoszonych w latach 1970-1994, również typu store & forward. Satelity testowe były wynoszone od roku 1972. Egzemplarze seryjne od 1972. W 1974 system Strzała-2M został oficjalnie przyjęty przez wojsko.
Wystrzeliwane pojedynczo, krążyły na orbicie o wysokości ok. 800 km i nachyleniu 74°, rozdzielone odległością kątową 120°. Działającą konstelację tworzyły więc 3 aktywne w jednym czasie satelity. Nadawały ciągły sygnał na częstotliwości 153,660 MHz. Planowa długość służby jednego satelity wynosiła 24-36 miesięcy. Po 1994, wraz z satelitami Strzała-1M, zastąpione serią Strzała-3.

### Budowa
Satelity były zbudowane na platformie KAUR-1. Każdy miał masę około 900 kg, cylindryczny korpus o długości 3 metrów i średnicy 2,035 metra. Obsługiwały szyfrowanie danych.
Powierzchnię statków pokrywały ogniwa słoneczne. Stabilizację statku zapewniał pasywny system magnetyczno-grawitacyjny. Akumulatory, sprzęt radiowy i sterujący zamocowany był we wnętrzu korpusu, w hermetycznych pojemnikach.

## Strzała-3
Kolejna seria satelitów Strzała, nosząca również nazwę Rodnik i oznaczenie 17F13, uruchomiona w 1985. Przyjęta na stan uzbrojenia w 1990. W 1992 zastąpiła całkowicie satelity Strzała 1, a dwa lata później również Strzały 2M. Wersje cywilne były oznaczane jako Goniec D1. 
Satelity posiadają po jednym kanale łączności w kierunku Ziemia - satelita i satelita - Ziemia. Pamięć pokładowa ma pojemność 12 Mbitów. Prędkość transmisji danych wynosi 2,4 kbps.
Unowocześniona wersja satelitów oznaczana jest jako Strzała-3M (Rodnik-S; 14F132).

### Lista satelitów Strzała-3M
1. Kosmos 2416 – wystrzelenie 21 grudnia 2005
2. Kosmos 2452 – wystrzelenie 6 lipca 2009
3. Kosmos 2468 – wystrzelenie 8 września 2010
4. Kosmos 2482, Kosmos 2483, Kosmos 2484 – wystrzelenie 15 stycznia 2013
5. Kosmos 2488, Kosmos 2489, Kosmos 2490 – wystrzelenie 25 grudnia 2013